# El alma no tiene color
El alma no tiene color (magyarul: A léleknek nincs színe) egy 1997-es mexikói sorozat, amit a Televisa készített. A főszerepben Laura Flores, Arturo Peniche és Celia Cruz voltak, míg a gonosz szepeket Lorena Rojas,  Claudia Islas, Ofelia Guilmáin és Carlos Cámara játszották el.

## Történet
Guadalupe Roldán (Laura Flores), a gazdag don Humberto Roldán (Carlos Camara) lánya, aki apja mellett együtt él dadusával, a színesbőrű "Fekete Macariával" (Celia Cruz). Guadalupet apja, hogy megmeneküljön az anyagi csődtől ráveszi lányát, hogy férjhez menjenn Lisandro del Álamóhoz (Arturo Peniche), és emiatt szakít szerelmével, a középosztálybeli Luis Diego Moralesszel (Rafael Rojas). Lisandro egy gazdag, befolyásos férfi, aki iránt Guadalupe kezdetben nem érez szerelmet, de idővel mégis beleszeret a férfiba.
Guadalupe hamarosan gyereket vár, és úgy tűnik Lisandro a világ legboldogabb férfija. Amikor Guadalupe lánya megszületik, döbbenten veszik észre, hogy a gyerek színesbőrű. Lisandro azt hiszi, hogy felesége megcsalta őt, ezért elhagyja Guadalupét. Don Humberto megkéri Macariát, hogy továbbra is maradjon Guadalupével. Macaria nem meri elmondani, hogy a kislány a származásából adódóan sötétbőrű és nem házasságtörés miatt. 
Emellett megjelenik Guadalupe unokatestvére Ana Luisa Roldán (Lorena Rojas), aki gyűlöli Guadalupét és mindent megtesz hogy megkeserítse az életét. Magába bolondítja Luis Diegót valamint elhiteti Lisandróval, hogy nem ő Estrellita apja. Don Humberto nem tudja feldolgozni felesége, Sara hiányát emiatt depressziós lesz, és rövidesen alkoholista is valamint van egy másik lánya is Sarita, akit a nagyanyja elvett tőle. 
Lisandro hamarosan rájön, hogy Estrellita Macaria révén, valóban a lánya, ugyanis az is kiderül, hogy Macaria Guadalupe vérszerinti anyja.
Egy nap Lisandro megtudja, hogy Guadalupe a "Sapo Enamorado" nevű énekes klubban dolgozik, aki rosszallóan néz a férfira, Ana Luisa cselszövése révén pedig Lisandro lefekeszik Ana Luisával. Rövidesen kiderül, hogy Ana Luisa terhes lett a férfitól. Emiatt Guadalupe úgy dönt, hogy elválik Lisandrótól mert nem szeretné hogy a születendő gyerek apa nélkül nőjön fel. 
Ana Luisa tovább keveri a bajt: folyamatosan mondja Lisandrónak, hogy Guadalupe Luis Diegóval fog együtt élni és a lánya őt fogja apának tekinteni. Addig mérgezi Lisandro szívét, hogy kizárólagos gyámságot szerezzen Estrellita felett, így magához veszi a kislányt. Ennek ellenére Ana Luisa nem hajlandó nevelni egy fekete kislányt, így Luis Diego; anyja Begoña Roldán (Claudia Islas) valamint Lisandro ex-barátnője segítségével elrabolják a lányt és az Egyesült Államokban hagyják magára egy árvaházban. 
Sarita rátalál a lányra és úgy dönt örökbe fogadja, nem is sejti, hogy az unokahúgát vette magához. Amikor Rodrigót – Lisandro unokatestvérét – értesíti a történekről ő Lisandrónak szól, aki a hír hallatán az Egyesült Államokba megy, anélkül, hogy Guadalupénak szólna. 
Telik az idő és Lisandro visszatér Mexikóba. Guadalupe találkozik a férfival és kérdőre vonja, hogy miért nem érdeklődött a lánya iránt. Ekkor rájönnek, hogy az egész Ana Luisa és Begoña terve volt hogy elválasszák őket. Kibékülnek egymással és egy meghitt családként élnek együtt, de Lisandro hamarosan repülőgép-szerencsétlenségben meghal. Guadalupe elveszti az eszét és hamarosan elmegyógyintézetbe kerül. Ahol végre megismeri élete nagy szerelmét, Víctor Manuelt.
Ana Luisa immáron Sandra Brachoként él. Megöli Guadalupe kezelőorvosát, Luis Diegót és a bűntársát, Gonzalót. A rendőrség hamarosan emiatt üldözőbe veszi, emiatt Ana Luisa, Lisandro anyjától, Alinától (Ofelia Guilmán) kér segítséget. Ana Luisa el akarja rabolni a nő ékszereit, aki lelövi Ana Luisát és súlyos sérülései lesznek. A kórházban Ana Luisa, mivel tudja hogy börtönbe fog kerülni, kikapcsolja a lélegeztetőgépet és öngyilkos lesz. 
Végül Estrellita megkéri anyját, hogy ne hagyja el. Guadalupe közben rájön, hogy egész addigi életében mindig mások döntöttek helyette a saját életéről, így szerelmétől, Victor Manueltől időt kér, hogy hadd legyen anya, aki csak a lányával törődik, amit a férfi tudomásul vesz.

## Szereposztás
- Laura Flores – Guadalupe Roldán Palacios de Del Álamo
- Arturo Peniche – Lisandro Del Álamo
- Celia Cruz – Macaria
- Lorena Rojas – Ana Luisa Roldán de Del Álamo / Sandra Bracho
- Claudia Islas – Begoña Roldán
- Carlos Cámara – Humberto Roldán
- Patricia Navidad – Sara "Sarita" Roldán Palacios
- Ofelia Guilmáin – Alina Vda. de Del Álamo
- Rafael Rojas – Luis Diego Morales
- Aracely Arámbula – Maiguálida Roldán Palacios
- Kuno Becker – Juan José
- Ernesto D'Alessio – Papalote
- Serrana – Mónica Rivero
- Osvaldo Sabatini – Víctor Manuel Legarreta
- Erika Buenfil – Diana Alcántara
- Zayda Aullet – Estrella "Estrellita" Del Álamo Roldán
- Zulema Cruz – La Tatuada
- Karla Ezquerra – Fefa
- Jesús Ferca – Gonzalo
- Gabriela Goldsmith – Zafiro
- Renata Flores – Celadora Justina
- Rolando Brito
- Perla Jasso
- Diana Laura – Daisy
- Eduardo Luna – Rodrigo
- Xavier Marc – Román
- Marina Marín – Directora del reclusorio femenil
- Beatriz Monroy – Doña Queca
- Rigo Palma – Gonzalo
- Maribel Palmer – Isadora
- Ligia Robles – Mirna
- Christian Rubí – Alejandra
- Blanca Torres – Arcelia
- Esmeralda Salinas – Ashanty
- Teresa Tuccio – Martha Karina
- Guillermo Zarur – Don Fulgencio
- Cinthia Moreno Castro – Estrella "Estrellita" Del Álamo Roldán (bebé)

## Érdekességek
- A főcímdalt a főszereplő Laura Flores és Marco Antonio Solís énekes-dalszerző éneklik.
- Arturo Peniche, Laura Flores, Gabriela Goldsmith és Ofelia Guilmán később együtt szerepeltek a Sebzett szívekben, aminek ugyancsak Juan Osorio Ortiz volt a producere, valamint Laura Flores és Ofelia Guilmán ott is meny-anyós szerepben voltak.
- Laura Flores, Erika Buenfil, Blanca Torres és Claudia Islas korábban együtt szerepeltek a Marisolban.
- Arturo Peniche és Renata Flores később együtt szerepelt a Paula és Paulinában.
- Aracely Arambula, Arturo Peniche és Kuno Becker később együtt szerepeltek a Soñadoras – Szerelmes álmodozókban.
- Renata Flores és Blanca Torres később együtt szerepeltek a Rosalindában.